# 4649 Sumoto
4649 Sumoto eller 1936 YD är en asteroid i huvudbältet, som upptäcktes den 20 december 1936 av den franska astronomen Marguerite Laugier i Nice. Den har fått sitt namn efter den japanska staden Sumoto.
Asteroiden har en diameter på ungefär 15 kilometer.